# Alexis Texas
Alexis Texas (ur. 25 maja 1985 w Panamie) – amerykańska aktorka i reżyserka filmów pornograficznych. Swój pseudonim 'Texas' przyjęła symbolicznie od stanu Teksas, gdzie spędziła większość swojego życia.

## Życiorys

### Wczesne lata
Urodziła się jako military brat w bazie wojskowej United States Army w Panamie. Jej rodzina była pochodzenia niemieckiego, portorykańskiego i norweskiego. Wychowywała się w Castroville w stanie Teksas. W 2003 roku ukończyła Medina Valley High School. 
Pracowała jako osobisty asystent opieki w domu opieki społecznej. Uczęszczała na Texas State University, gdzie studiowała terapię oddechową. Większość swojego życia spędziła w San Antonio w Teksasie, gdzie pracowała jako barmanka w jednym z klubów.

### Kariera

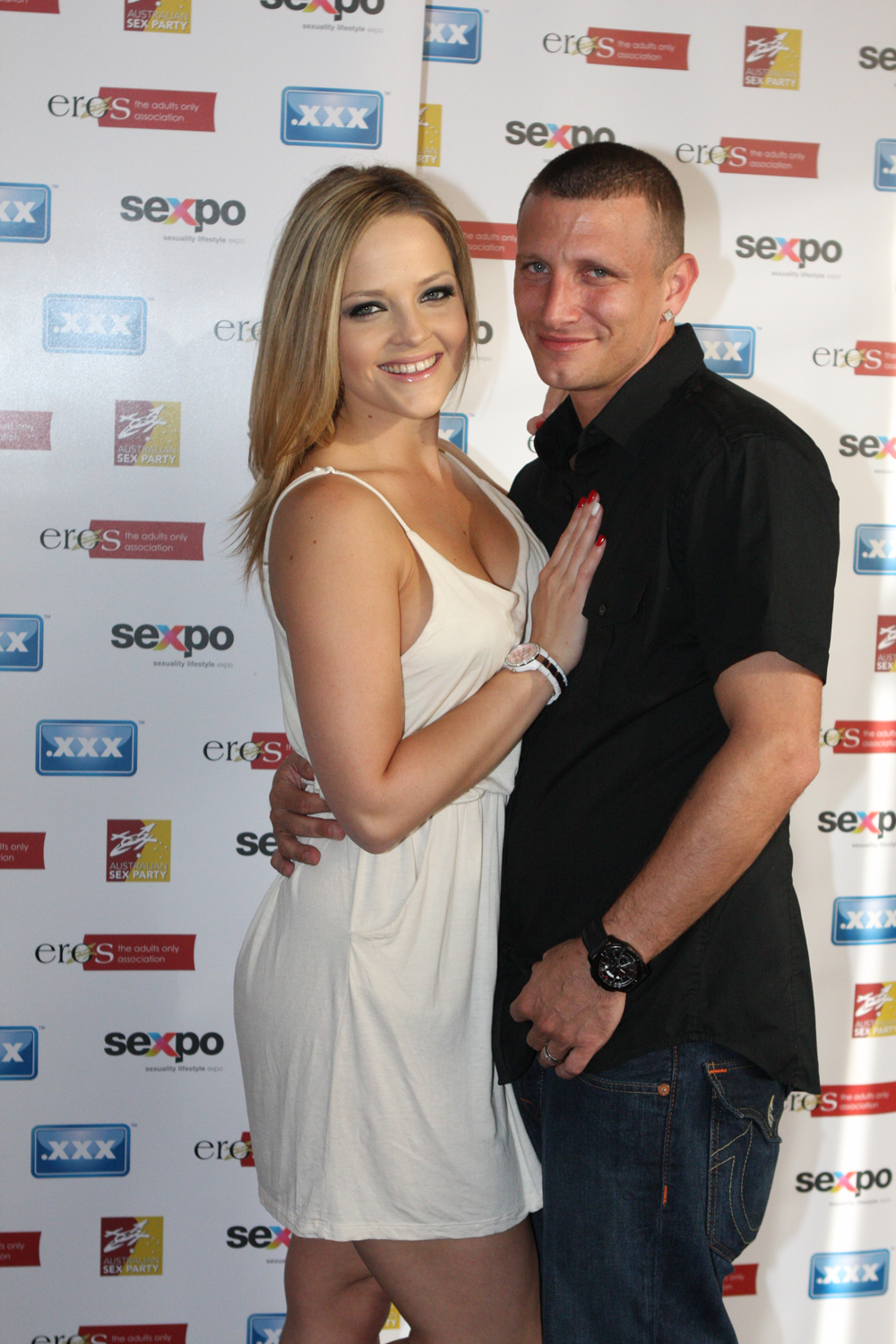
Alexis Texas i Mr. Pete (Sexpo Sydney, 2012)

Karierę w branży porno rozpoczęła w wieku 21 lat. Swoją pierwszą scenę seksu nakręciła w październiku 2006 dla Shane’s World w filmie College Amateur Tour 1: Texas z Jackiem Venice, a następnie kilka scen dla Bang Bros na Florydzie. Następnie przeniosła się do Los Angeles i marcu 2007 zaczęła kręcić sceny dla agencji modelek LA Direct. 
W 2008 została nominowana do nagrody AVN Award w kategorii „Nowe odkrycie” i otrzymała nominację do XRCO Award w kategorii „Gwiazdka roku”. Wydana w lutym 2008 roku produkcja Discovering Alexis Texas została wyreżyserowana przez aktorkę Belladonnę. W studyjnym filmie Elegant Angel Alexis Texas is Buttwoman (2008) pojawiła się w swojej pierwszej scenie seksu analnego. Wzięła też udział w filmie dokumentalnym Fabiana Bursteina Porno Unplugged (2008).
Brała też udział w produkcjach Reality Kings, Muffia, Bang Bros, Brazzers, Elegant Angel, Wicked Pictures i Naughty America. W 2009 założyła własną firmę Alexis Texas Entertainment, która stała się spółką zależną od Starlet Entertainment Group (SEG). Poprzez SEG uruchomiła oficjalną stronę internetową opartą na członkostwie. 
W 2009 była nominowana do francuskiej nagrody Hot d’Or w kategorii „Najlepsza amerykańska gwiazdka”, a w latach 2009–2011 do nagrody AVN Award w kategorii „Wykonawczyni roku”. Zdobyła też wielokrotnie nominacje w różnych kategoriach do AVN Award, m.in.: „Najlepsza scena seksu grupowego” w Cheerleaders (2008) z Jamesem Deenem, Shay Jordan, Tommy Gunnem, Camryn Kiss i Johnnym Sinsem, „Najlepsza scena seksu POV” w Jack's POV 18 (2011) z Mickiem Blue czy „Najlepsza scena seksu triolizmu” w Rocco's American Adventures (2010) z Rocco Siffredim i Jenny Hendrix.
1 czerwca 2011 w Los Angeles wzięła udział w serii Casting X Pierre’a Woodmana.
W kwietniu 2009 trafiła na okładkę magazynu „Genesis”, a w czerwcu 2009 pojawiła się w magazynie „Hustler” z okazji 35. rocznicy wydania. W 2010 została wybrana jako jedna z 12. najlepszych kobiet w porno przez magazyn „Maxim”. 
W 2009, 2013 i 2014 była nominowana do nagrody XBIZ Award jako „Wykonawczyni roku”, a także za rolę Eve Teschmacher w Superman vs. Spider-Man XXX: An Axel Braun Parody (2012). 
W 2012 podpisała jednoroczny kontrakt z firmą Adam & Eve. Była jedną z 16 aktorek przedstawionych w filmie dokumentalnym Deborah Anderson Aroused (2013). We wrześniu 2013 zwyciężyła w rankingu „Gwiazdy porno z najlepszym tyłkiem” (Porno Stars con El mejor trasero), ogłoszonym przez hiszpański portal 20minutos.es. Jako reżyserka debiutowała realizacją Elegant Angel Big Booty Tryouts (2015), gdzie po raz pierwszy wzięła udział w scenie seksu gang bang.
Wystąpiła w teledysku Juicy J „Bandz a Make Her Dance” (2012), a także w komediodramacie Don Jon (2013) z udziałem Josepha Gordona-Levitta, Scarlett Johansson, Julianne Moore, Anne Hathaway i Channinga Tatuma oraz filmie dokumentalnym Josepha Tosconiego Addicted to Sexting (2015).

## Życie prywatne
W latach 2006–2008 była związana z aktorem porno Jackiem Venice. W 2008 roku poślubiła aktora porno Mr. Pete. Jednak w roku 2013 doszło do rozwodu.

## Nagrody i wyróżnienia
| Rok  | Nagroda                    | Kategoria                                                   | Film                           | Inni wykonawcy                               |
| ---- | -------------------------- | ----------------------------------------------------------- | ------------------------------ | -------------------------------------------- |
| 2008 | NightMoves Award –         | Najlepsza nowa gwiazdka wg fanów                            | –                              | –                                            |
| 2009 | CAVR Award                 | Wykonawczyni roku                                           | –                              | –                                            |
| 2010 | AVN Award                  | Najlepsza scena seksu samych dziewczyn                      | Deviance (2009)                | Eva Angelina, Teagan Presley i Sunny Leone   |
| 2010 | F.A.M.E. Awards            | Ulubiony tyłek                                              | –                              | –                                            |
| 2011 | AVN Award                  | Najlepsza scena seksu samych dziewczyn                      | Buttwoman vs. Slutwoman (2010) | Kristina Rose i Asa Akira                    |
| 2011 | AVN Award                  | Najlepsza scena seksu grupowego                             | Buttwoman vs. Slutwoman (2010) | Kristina Rose, Gracie Glam i Michael Stefano |
| 2011 | AVN Award                  | Najlepsza złośnica                                          | Car Wash Girls (2010)          | Eva Angelina                                 |
| 2011 | NightMoves Award           | Najlepsza wykonawczyni wg fanów                             | –                              | –                                            |
| 2012 | NightMoves Award           | Najlepszy tyłek wg fanów                                    | –                              | –                                            |
| 2013 | XBIZ Award                 | Wykonawczyni internetowa roku – AlexisTexas.com             | –                              | –                                            |
| 2013 | Sex Awards                 | Ulubiona strona internetowa gwiazdy porno – AlexisTexas.com | –                              | –                                            |
| 2014 | AVN Award                  | Najgorętszy tyłek - nagroda fanów                           | –                              | –                                            |
| 2014 | Fanny Award                | Najbardziej heroiczny tyłek - najlepsza scena analna        | –                              | –                                            |
| 2016 | AVN Award                  | Najlepsza scena seksu samych dziewczyn                      | Angela 2 (2015)                | Angela White i Anikka Albrite                |
| 2018 | XRCO Award                 | XRCO Hall of Fame                                           | –                              | –                                            |
| 2022 | AVN Award                  | Sala sławy Hall of Fame AVN                                 | –                              | –                                            |
| 2025 | Exxxotica Fan Choice Award | Nagroda za całokształt twórczości                           | –                              | –                                            |